# Zakręt Śmierci

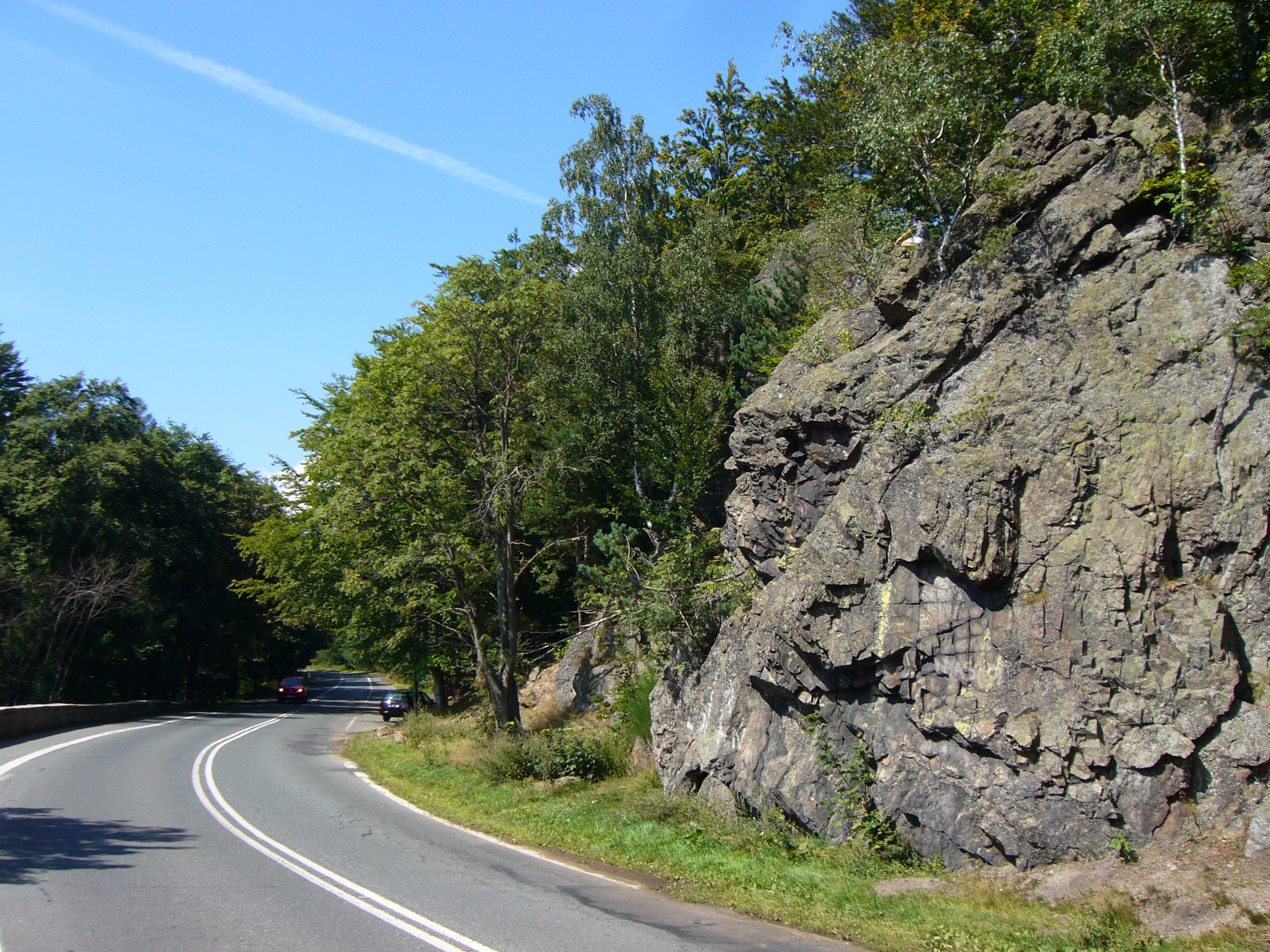
Zjazd w kierunku Szklarskiej Poręby

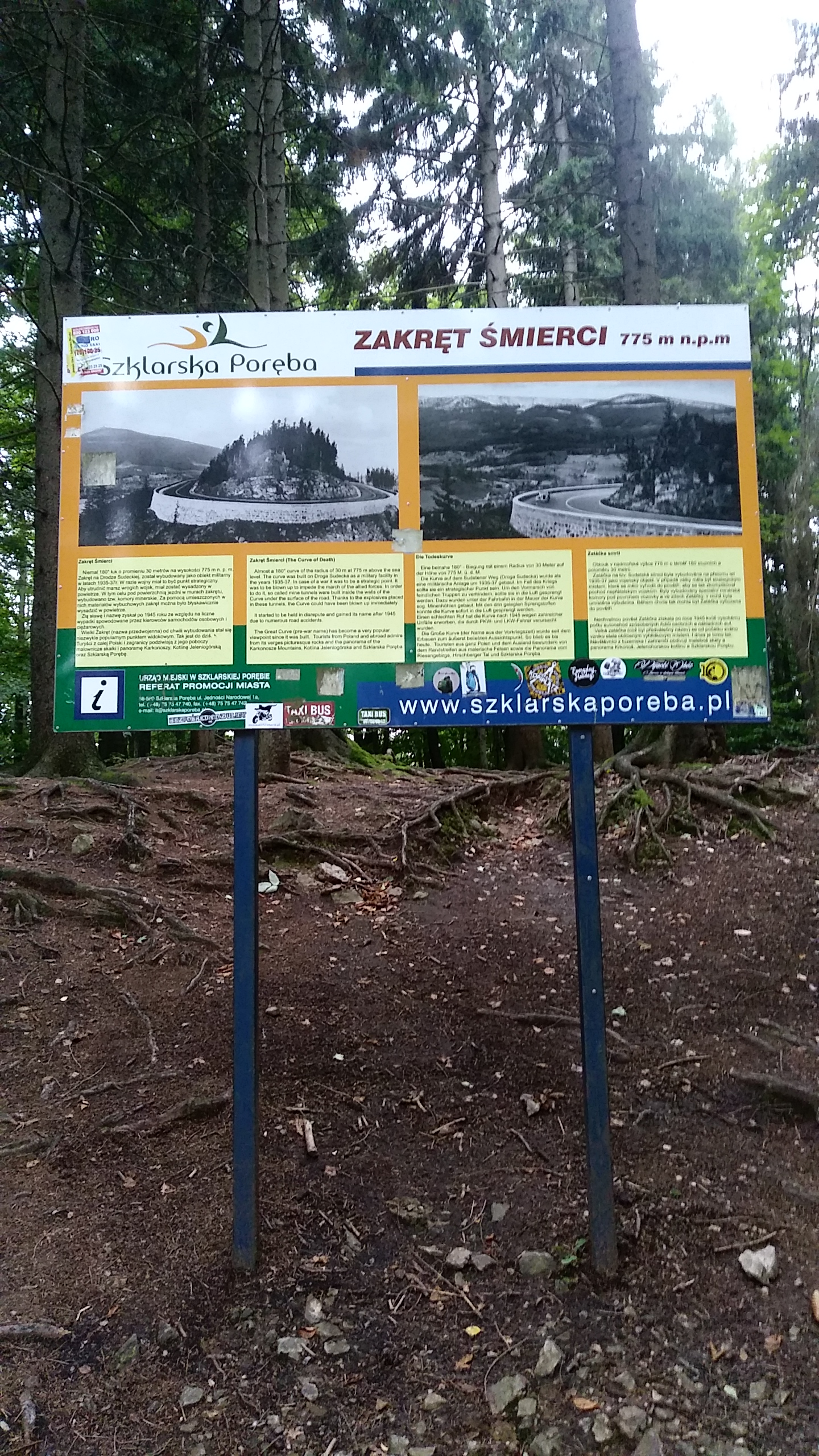
Tablica informacyjna przed zakrętem

Zakręt Śmierci – uroczysko, ostry drogowy zakręt oraz punkt widokowy na Karkonosze i Kotlinę Jeleniogórską, położony na drodze wojewódzkiej nr 358 zwanej Drogą Sudecką pomiędzy Szklarską Porębą a Świeradowem-Zdrojem. Zakręt powstał na zboczu Czarnej Góry w latach 1935-37. Nazwa tego zakrętu pochodzi od licznych wypadków samochodowych. Wraz z budową drogi powstały chodniki minerskie, które miały służyć do ewentualnego wysadzenia drogi w powietrze.

## Mineralogia i petrologia terenu
W tym miejscu znajduje się strefa kontaktowa masywu granitoidowego Karkonoszy ze skałami głównie węglanowymi. Na zakręcie główną skałą z punktem widokowym jest hornfels (czarna "spalona" skała); minerały główne to: kordieryt, biotyt, czasem hornblenda. Przy sztolni pirytu w Szklarskiej Porębie w wyniku procesów hydrotermalnych związanych z intrudującą żyłą kwarcową występuje mineralizacja siarczkowa: piryt, pirotyn, chalkopiryt itd.